# Кастор (гора)
Кастор (ит. Castore) — вершина в Пеннинских Альпах на границе Швейцарии, кантон Вале и Италии, провинция Валле-д’Аоста. Высота вершины 4228 метров над уровнем моря. Она расположена между массивом Монте-Роза и горой Брайтхорн.
В паре гор-близнецов Кастор является высшей точкой (другая вершина Поллукс, высотой 4092 метра над уровнем моря). Предположительно, горы были названы по именам близнецов Диоскуров в древнегреческой мифологии. Кастор отделен от Поллукса перевалом Пассо ди Верра (итал. Passo di Verra) высотой 3845 метров.
В Йеллоустонском национальном парке в горном хребте Абсарока, Вайоминге, США, также есть пара вершин, названных Пик Поллукс и Пик Кастор. В отличие от альпийских вершин, американский Кастор (3312 метров над уровнем моря) ниже Поллукса на 60 метров.

## История восхождений
Восхождения обычно начинаются с альпийского приюта Capanna Quintino Sella со стороны Италии, и идут по узкому и длинному юго-восточному хребту. Со стороны Швейцарии восхождения начинаются с пика Кляйн Маттерхорн (Klein Matterhorn), и идут по леднику Italian Mezzalama и западному склону горы.
Первое восхождение было совершено 23 августа 1861 года. Ф. В. Якомб и У. Мэтьюз с проводником М. Кро совершили восхождение по юго-западному хребту.
Северо-западный хребет был преодолен 9 августа 1878 года Ф. Шустером с З. Бауманном и П. Моссером.
10 августа 1890 года К. Ричардссон с Дж. Бишем и У. Рэйем совершили первый спуск по северному склону. Первый подъём по северной стене совершили Г. Финч и Х Мантель 16 августа 1909 года. 20 июля 1987 года К. Кугнетто и А. Чизафи совершили первый горнолыжный спуск по северному склону.
Классический юго-восточный маршрут впервые был пройден К. Фортиной и А. Вельфом 4 августа 1911 года. Первое зимнее восхождение по этому маршруту было совершено 20 марта 1955 года Г. Гьялльчо с Е. и А. Фрэчеями.